# Alopeconneso
Alopeconneso (in greco antico: Ἀλωπεκόννησος?, Alōpekónnēsos, "isola della volpe") era una polis dell'antica Grecia ubicata nel Chersoneso Tracico.

## Storia
Viene citata nel Periplo di Scilace, al quarto posto in una successione di città del Chersoneso Tracico costituita da Cardia, Ide, Pegno, Alopeconneso, Araplo, Eleunte e Sesto.
Strabone la situa tra la città di Limna e il promontorio di Macusia, e commenta che Alopeconneso si trova alla fine del golfo di Saros. Il geografo aggiunge che  Eno era stata una colonia di Alopeconeso prima di esserlo di Mitilene e Cime.
La città partecipò alla lega delio-attica visto che appare nella lista dei tributi ad Atene tra il 451 e il 429 a.C.
Il Chersoneso passò nelle mani del regno degli Odrisi all'epoca del re Coti I e gli ateniesi tentarono di recuperarne il controllo. Demostene cita Alopeconneso nel suo discorso contro Aristocrate, come un luogo pieno di pirati, e città assediata dagli Ateniesi, mentre i pirati erano aiutati da Caridemo, anche se quest'ultimo alla fine firmò un trattato con gli Ateniesi.
Esistono monete di bronzo coniate da Alopeconneso, datate tra il 400 e il 200 a.C., sulle quali è inciso il nome della città come ΑΛΩ o ΑΛΩΠΕΚΟΝ.
Viene localizzata nel promontorio di Küçuk Kemikli.